# Кольонія-Обори
Кольонія-Обори (пол. Kolonia Obory) — село в Польщі, у гміні Ґізалки Плешевського повіту Великопольського воєводства.
Населення — 194 особи (2011).
У 1975-1998 роках село належало до Каліського воєводства.

## Демографія
Демографічна структура станом на 31 березня 2011 року:
|          | Загалом | Допрацездатний вік | Працездатний вік | Постпрацездатний вік |
| -------- | ------- | ------------------ | ---------------- | -------------------- |
| Чоловіки | 98      | 20                 | 72               | 6                    |
| Жінки    | 96      | 17                 | 61               | 18                   |
| Разом    | 194     | 37                 | 133              | 24                   |